# Орихив
Орихив (на украински: Оріхів) е град в Южна Украйна, Орихивски район на Запорожка област.
Разположен е на левия бряг на река Конка. Основан е през 1783 година. Населението му е около 17 986 души.